# El Correo
El Correo ist die Kurzbezeichnung der regionalen Tageszeitung El Correo - El Pueblo Vasco. El Correo gehört zur Mediengruppe Vocento und ist mit einer täglichen Auflage von 90.377 Exemplaren die wichtigste Tageszeitung der nordspanischen Provinzen Bizkaia und Álava im Baskenland. Die Zeitung ist prinzipiell spanischsprachig, hat aber auch einzelne Artikel sowie Beilagen auf Baskisch. In Biskaya wird das Blatt in sechs Regionalausgaben aufgelegt und neben der Ausgabe für Álava existieren weitere Regionalausgaben mit geringer Auflage für Gipuzkoa, Miranda de Ebro und La Rioja.
El Correo ist seit 1938 unter dem Namen El Correo - El Pueblo Vasco der Nachfolger der 1910 gegründeten und 1936 im spanischen Bürgerkrieg eingestellten Zeitung El Pueblo Vasco, welche 1937 kurzzeitig als El Correo Español weitergeführt wurde. In den Folgejahren erwarb El Correo die Konkurrenzblätter El Noticiero Bilbaíno (1939) und Diario Vasco (1945). 1984 folgte das Diario Montañés der Stadt Santander.
2001 fusionierte die Correo-Gruppe mit Prensa Española zur Mediengruppe Vocento, die auch die überregionale Tageszeitung ABC herausgibt.